# Anthony Lovrich
Anthony „Tony“ Lovrich (* 5. Dezember 1961 in Perth) ist ein ehemaliger australischer Ruderer. 1984 gewann er die olympische Silbermedaille mit dem australischen Doppelvierer.

## Karriere
Der 1,85 m große Anthony Lovrich vom Fremantle Rowing Club belegte 1982 den sechsten Platz im Einer beim Match des Seniors, einem Vorläuferwettbewerb der U23-Weltmeisterschaften. 1984 siegte er im Einer bei den australischen Meisterschaften vor Gary Gullock, Paul Reedy und Timothy McLaren. Diese vier Ruderer bildeten zusammen den australischen Doppelvierer für die Olympischen Spiele in Los Angeles. Bei der olympischen Regatta gewannen die Australier den ersten Vorlauf, den zweiten gewann das Weltmeisterboot aus der Bundesrepublik Deutschland. Im Endlauf siegten die Deutschen mit 0,43 Sekunden Vorsprung vor den Australiern, die drittplatzierten Kanadier lagen 1,09 Sekunden hinter den Australiern. Bei den Weltmeisterschaften 1985 ruderten Reedy und Lovrich zusammen mit Richard Powell und John Bentley auf den achten Platz. 1990 versuchte Lovrich ein Comeback und belegte den siebten Platz im Doppelvierer bei den Weltmeisterschaften 1990 vor australischem Publikum in Tasmanien.
Lovrich betreute als Trainer die australische Olympiaauswahl bei den Olympischen Spielen 1996 in Atlanta. Später war er über viele Jahre Trainer an einer Grammar School.